# 新城街道 (商丘市)
新城街道，是中华人民共和国河南省商丘市睢阳区下辖的一个乡镇级行政单位。

## 行政区划
新城街道下辖以下地区：
北海社区、光明小区社区、紫荆社区、蓝牌小区社区、丰源社区、育才社区、新华社区、花元社区、市府社区、府前社区、宇航社区、金世纪社区、银河社区、长江社区、天河社区、鑫源社区、庞庄村、三里庄村、武宅村、沈尧村和夏营村。